# ゴールデンウィーク
- ゴールデンウイーク

ゴールデンウィークまたはゴールデンウイーク（和製英語：Golden Week, GW）は、日本において毎年4月末から5月初めにかけて休日が続く期間のこと。春の大型連休（おおがたれんきゅう）、黄金週間（おうごんしゅうかん）ともいう。
元々は映画会社の大映が集客目的で作成した宣伝用語である。2022年のように1週目の平日は金曜日のみが休日、2週目の平日は火曜日から木曜日の3連休だけの年もある。

## 概要
1948年7月に国民の祝日に関する法律（祝日法）が施行されたことにより、4月29日から5月5日までの期間に休日・祝日が集中し、この期間（平日や土曜日も含む）がゴールデンウィークと呼ばれるようになった。直前・直後に土曜日・日曜日・振替休日がある場合、それらを含めて呼ぶことも多い。
この期間は、4月29日（昭和の日）・5月3日（憲法記念日）・5月4日（みどりの日）・5月5日（こどもの日）が国民の祝日である。5月1日がメーデーのため休日になる会社（従業員）も少なくないことから、間の平日を休みにすることで長期連休にしやすい。
以前は休日が飛び飛びになることが多かったことから「飛石連休」という言い方がされた。1985年（昭和60年）の祝日法改正で5月4日が日曜日や振替休日でなくても「国民の休日」になってからは、この言い回しは少なくなった。
2005年（平成17年）に行われた祝日法の改正により、休日の名称および振替休日の規定が変更されたため、憲法記念日やみどりの日が日曜日と重なった場合、「こどもの日」の翌日にあたる5月6日が振替休日になり、その分ゴールデンウィークも延びることとなる。5月4日が日曜日となる2008年（平成20年）に最初に適用され、振替休日が初めて月曜日以外の火曜日となった。続く2009年（平成21年）も振替休日が初めて水曜日となった。

### 由来
「ゴールデンウィーク」の名称は、映画会社の大映が松竹と競作して1951年（昭和26年）に同時上映となった『自由学校』が、大映創設以来最高の売上（当時）を記録し、正月映画やお盆映画以上の興行成績を残したことで、この時期に観客を多数動員し活性化することを目的として、当時の大映の社長であった永田雅一または当時の大映の専務取締役だった松山英夫によって作成された宣伝用語であり、和製英語である。1952年（昭和27年） - 1953年（昭和28年）頃から一般にも使用されるようになり、他の業界にも広まった。同時に大映（松山）は続いて秋の文化の日を中心とした期間を「シルバーウィーク」と名付けたが、こちらは当時には定着しなかった。
語源については複数の俗説が存在しており、ラジオ業界の用語である「ゴールデンタイム」、ロッキー山脈からの雪解け水による砂金の採取に纏わる人々の動向、『東方見聞録』における「ジパング」などがあるとされる。

### 「ゴールデンウィーク」の表現を変更しているケース
NHKや一部の民放などは原則として「（春の）大型連休」という表現で統一している。この理由について、NHK放送文化研究所では1970年代のオイルショック以降に「ゴールデンウィーク」という表現に視聴者から苦情が寄せられるようになったこと、「外来語・カタカナ語はできるだけ避けたい」「長すぎて表記の際に困る」などの放送の制作現場の声を反映させたこと、元々「ゴールデンウィーク」という表現が映画業界という私企業の宣伝用語であったこと、週休二日制の定着で期間がウィーク（一週間）にとどまらなくなってきたことなどを理由に掲げている。「シルバーウィーク」についても、同様の表現差し替え（「（秋の）大型連休」）が行われているが、新聞業界では「ゴールデンウィーク」「大型連休」の表現が半々、雑誌業界では「ゴールデンウィーク」「GW」の表現が主流であるという。
なお、「ゴールデンウィーク」という言葉は、保険その他の分野においては2004年（平成16年）に損害保険ジャパンが（第4824147号）、酒類においては2014年（平成26年）に宝ホールディングスが（第5713010号）商標登録している。

## 日本の旅行シーズン
ゴールデンウィークとの名称が用いられ始めた時代は、第二次世界大戦後のテレビ普及前の日本映画の黄金期で映画館も多数存在しており、映画鑑賞、近場の百貨店での買い物、近郊の遊園地への行楽、周辺の行楽地へのハイキングといった日帰り旅行などが、この時期の一般的な過ごし方で、1970年代以前は普段の日曜日・祝日の過ごし方と大きな違いはなかった。しかし、その後の振替休日制度の導入や土曜休みの普及に伴って、次第にこの時期全体を利用した泊まりがけの旅行や帰省が増え、1990年代以降は日本国外への海外旅行も一般的になった。
日本人観光客の多いハワイなど海外の観光地では、ホテル・バス・レストランなど観光業に従事する人物の場合、日本に縁のない現地出身の人間であっても“Golden Week”で意味が通じるほど認知されている。
帰省や行楽などのために長距離を移動する人も多く、その数は、夏休み（特に旧盆時期）・年末年始と同程度に多い。毎年ゴールデンウィークの序盤と終盤において、主要ターミナル駅・空港・長距離列車などでは多くの乗客が見られる。
このため、多くの場合、お盆・年末年始と共通する以下のような交通状況となり、そのためにそれらの期間に準じた制度が適用される。
- 主要な高速道路の一部区間に渋滞が発生。10 - 100 km以上にも及ぶ場合もある。
- 全席指定車の列車以外の新幹線や主要な特急列車・高速バスにおける混雑、列車の指定席特急券や航空券の入手の困難さ。
そのため、JRの場合、指定席特急券には繁忙期が適用され、かつ新幹線・特急列車を使用する多くの特別企画乗車券に利用制限がかかる（ただし、訪日外国人旅行者向けのジャパンレールパスと一部の特別企画乗車券は利用可能）。
- 都市近郊を結ぶ快速列車では、行楽客の増加で通勤ラッシュ時並みの混雑が発生することもある。その他、各地の観光地・繁華街の混雑、ホテルなどの宿泊代、国内外への割引航空券の値段、レンタカーの料金などにおける、旅行費用の高騰も見られる。反面、多くの航空会社の国内線正規運賃は最盛期運賃とはならない。また路線バス・路面電車など近距離の交通機関の利用においては、逆にこの時期に割安な企画切符・料金が適用される例も多いなど、必ずしも他の時期に比べて割高ではない事例も存在する。他の繁忙期と異なり、青春18きっぷはこの時期に発売されない。これは、当初この商品が学生などの休業期間を見込んだものであり、この時期は春・夏・冬の休業期間とは異なり、本来その時期には当たらないという性格上のものからだった。しかし国鉄時代に初めて発売された「青春18のびのびきっぷ」は、有効期間がゴールデンウィークまであった。ただし鉄道のダイヤ面では、ゴールデンウィーク中の平日については、原則として平日ダイヤで運転されており、お盆期間中の平日が一部の鉄道事業者（主に近畿地方・中京の私鉄・地下鉄）において土曜あるいは休日のダイヤで運行されていることとは対照的である。学校は一部の私立学校を除いては平常通り授業が行われており、お盆と異なり通学需要がある。

ゴールデンウィーク期間中には、繁華街や観光地などにあるコインパーキングは上限料金が適用されないばかりか、逆に通常より割増となる特別駐車料金になるところがある。

## ゴールデンウィーク中の対応
週刊誌では、連休前に合併号の発行が一般的に行われているが、これは大型連休に合わせた営業施策ではなく、印刷所の連休に合わせているためである。
郵便物の配達業務は、2015年までは連休中の後半に1日程度、休日ではあるが全ての郵便物を配達する日を設けていたが、2016年以降はこの扱いは行われなくなった。2018年以降は最大で連続4日間（速達・書留・荷物などを除く）通常の郵便物が配達されない年が発生している。2019年は新天皇の即位もあり、10連休と長期連休になった。顧客利便性や郵便物の保管場所不足防止の観点から土曜日の4月27日に配達した後、5月2日に全ての郵便物を配達する日を設けた。その後、2021年10月の土曜配達休止を経て、カレンダー上は5日間配達休止日が続く配列であった2023年には中間の5月5日に配達を実施した。
不況時の場合、製造部門を持つ企業において、この期間を生産調整・在庫調整に充て、通常の休日に数日上乗せし、さらなる長期休業となる従業員も見受けられる。
観光地や行楽地などにある飲食店やデリバリー、テイクアウトの飲食店では大型連休中はランチタイムの休止、高価格帯のメニューのみの提供、割増の特別料金となるところもある。

## 主なイベント
気候のいいこの時期には全国各地でイベントが開催される。有名なイベントを挙げる。
- 有田陶器市
- 朝日レガッタ
- 小田原北條五代祭り
- くらやみ祭
- となみチューリップフェア
- 那覇ハーリー
- 浜松まつり
- 博多どんたく
- ひろしまフラワーフェスティバル
- 弘前さくらまつり
- マンモスフリーマーケット（この他、秋にも開催される）

この時期は日本の冷帯地域となる北東北や道南などではソメイヨシノの時期にあたり、花見（観桜）の季節でもある。それらの地域では桜だけでなく梅や花桃の花も同時に咲くことが多い。それ以外の地域では多くの場合は桜が散った後となるが、代わりに藤・バラなどの晩春の花の時期であり、新緑のシーズンでもある。

## 秋の大型連休
祝日法の改正によって敬老の日がハッピーマンデー対象となったことにより、秋分の日と合わせての大型連休ができる可能性が生じており、2009年（平成21年）・2015年（平成27年）はこれに該当する。その後は、2026年がこれに当たると予測されている（秋分日の観測状況により変動することがあるため、正式な祝日は前年の2月第1平日付の官報で確定する。「暦要項」参照）。
体育の日を11月1日に、勤労感謝の日を11月5日に移すことによって11月3日の文化の日と併せて秋に大型連休を作る構想もあり、当時の与党内で検討されていた。
これらを「秋のゴールデンウィーク」あるいは「シルバーウィーク」と称することがある。

## 2019年の10連休
2017年に成立した皇室典範特例法により、2019年4月30日をもって第125代天皇・明仁が皇位を退き、翌5月1日に皇太子徳仁親王が即位した。
特例法の成立を受け、2018年の第197回臨時国会にて即位および改元当日の5月1日と、即位礼正殿の儀が行われる10月22日を2019年限りの祝日とする法律が成立。この結果、4月30日と5月2日が国民の休日になり、土日および振替休日を含めると4月27日（土曜日）から5月6日（月曜日・振替休日）まで10日間の休日となった。
| 日曜日             | 月曜日           | 火曜日                                | 水曜日                        | 木曜日            | 金曜日            | 土曜日                     |
| ------------------ | ---------------- | ------------------------------------- | ----------------------------- | ----------------- | ----------------- | -------------------------- |
|                    |                  |                                       |                               |                   |                   | 平成31年4月27日 （土曜日） |
| 4月28日 （日曜日） | 4月29日 昭和の日 | 4月30日 国民の休日 （退位礼正殿の儀） | 令和元年5月1日 天皇の即位の日 | 5月2日 国民の休日 | 5月3日 憲法記念日 | 5月4日 みどりの日          |
| 5月5日 こどもの日  | 5月6日 振替休日  |                                       |                               |                   |                   |                            |

過去にない10連休となったため、生活に影響が出ることが予想されたため、以下のような対応が取られた。
- 金融機関は、各銀行のATMが残高不足となる事態を回避するため、残高の監視強化やATM内現金量の3割増（例年比）といった対応を実施した[20]。
- 厚生労働省は連休中に受診できる医療機関をまとめた[21]。
- 新元号初日となる5月1日には婚姻届が数多く出される見込みであることから、臨時に窓口を設置する自治体もあった[22]。
- 生鮮食品を扱う東京の豊洲市場は、臨時開場日を設定した[23]。
- 日本郵便では、「ゴールデンウィーク中の対応」の通り通常日曜日・祝日には実施しない普通郵便物の配達を、特例として5月2日にも実施した[12][13]。

## 地域別大型連休案
民主党政権時の2010年（平成22年）、国土交通省はゴールデンウィーク（春季）とシルバーウィーク（秋季）の連休を地域別に分散して設定する祝日法の改正案を計画していた。具体的には
- 「休日となる国民の祝日」の日数を増やさない
- 「ゴールデンウィークとハッピーマンデーにおける国民の祝日」については「記念日」としての意味と「休日」としての意味を分けて考える
- これらの「国民の祝日」は記念日と見なして従来の日に残しながら、祝日に代わる休日は5月と10月にそれぞれ地域別に分けて設定する

ゴールデンウィークは基本的に憲法記念日、みどりの日、こどもの日の3連休を一つのまとまり、シルバーウィークは基本的にハッピーマンデーの当該日である海の日、敬老の日、体育の日を従来の日に記念日と位置づけ、休日は文化・スポーツ・観光に適した時期を利用して、いずれも次のようなパターンを計画していた。
- それらの休日を月曜日から水曜日に振り分けることで、土日を含む5連休を各地区1週ずつ、全体で5週間確保する案（パターンA）
- 地域別に月曜から水曜、または水曜から金曜に振り分けて、土日（前者前週、後者当該週）を含めた5連休を全体で2週半確保する案（パターンB）

| 週    | 土曜                           | 日曜                           | 月曜                           | 火曜                           | 水曜                           | 木曜 | 金曜 |
| ----- | ------------------------------ | ------------------------------ | ------------------------------ | ------------------------------ | ------------------------------ | ---- | ---- |
| 第1週 | 九州沖縄・中国四国地方の休日   | 九州沖縄・中国四国地方の休日   | 九州沖縄・中国四国地方の休日   | 九州沖縄・中国四国地方の休日   | 九州沖縄・中国四国地方の休日   |      |      |
| 第2週 | 近畿地方の休日                 | 近畿地方の休日                 | 近畿地方の休日                 | 近畿地方の休日                 | 近畿地方の休日                 |      |      |
| 第3週 | 中部・北陸・信越地方の休日     | 中部・北陸・信越地方の休日     | 中部・北陸・信越地方の休日     | 中部・北陸・信越地方の休日     | 中部・北陸・信越地方の休日     |      |      |
| 第4週 | 南関東地方の休日               | 南関東地方の休日               | 南関東地方の休日               | 南関東地方の休日               | 南関東地方の休日               |      |      |
| 第5週 | 北関東・東北・北海道地方の休日 | 北関東・東北・北海道地方の休日 | 北関東・東北・北海道地方の休日 | 北関東・東北・北海道地方の休日 | 北関東・東北・北海道地方の休日 |      |      |

| 第1週                        | 第1週 | 第1週 | 第1週 | 第1週          | 第1週 | 第1週 | 第2週                    | 第2週 | 第2週 | 第2週 | 第2週            | 第2週 | 第2週 | 第3週                          | 第3週 | 第3週 | 第3週 | 第3週 | 第3週 | 第3週 |
| 土曜                         | 日曜  | 月曜  | 火曜  | 水曜           | 木曜  | 金曜  | 土曜                     | 日曜  | 月曜  | 火曜  | 水曜             | 木曜  | 金曜  | 土曜                           | 日曜  | 月曜  | 火曜  | 水曜  | 木曜  | 金曜  |
| ---------------------------- | ----- | ----- | ----- | -------------- | ----- | ----- | ------------------------ | ----- | ----- | ----- | ---------------- | ----- | ----- | ------------------------------ | ----- | ----- | ----- | ----- | ----- | ----- |
| 九州沖縄・中国四国地方の休日 |       |       |       |                |       |       |                          |       |       |       |                  |       |       |                                |       |       |       |       |       |       |
|                              |       |       |       | 近畿地方の休日 |       |       |                          |       |       |       |                  |       |       |                                |       |       |       |       |       |       |
|                              |       |       |       |                |       |       | 中部・北陸信越地方の休日 |       |       |       |                  |       |       |                                |       |       |       |       |       |       |
|                              |       |       |       |                |       |       |                          |       |       |       | 南関東地方の休日 |       |       |                                |       |       |       |       |       |       |
|                              |       |       |       |                |       |       |                          |       |       |       |                  |       |       | 北関東・東北・北海道地方の休日 |       |       |       |       |       |       |

しかし、日本国内でありながら地域によって平日と休日が異なることで、商取引や金融システムなどの経済活動や、遠方への単身赴任者が帰省しても、現地では平日のために家族と一緒に過ごせないなどの問題が挙がった。

## 中国の黄金週
中国にも日本のゴールデンウィークに類似した名称の大型連休があり、中国語で「黄金周」（huángjīn zhōu）と呼ばれる。これは、中国政府が経済効果をねらって1999年10月1日から導入した制度である。なお、「周」は「週」の簡体字である。
中国の黄金週は2023年現在、年に2回設定されている。
- 春節（旧正月）から始まる1週間
- 国慶節（10月1日）から始まる1週間

いずれも、3日間の法定休日に2日間の振替休日を加え、さらに土日を連続させて7連休にしている。2日間の振替休日は、直前の土日をこの期間に振り替える。
2007年度までは「労働節（5月1日）から始まる1週間」も黄金週であったが、中国政府の意向で2008年度以降は3連休に短縮されている。ただし、2009年度は広東省のみ7連休が実施された。